# 1994 LA1
1994 LA1 är en asteroid i huvudbältet som upptäcktes 5 juni 1994 av den amerikanske astronomen Carl W. Hergenrother vid Catalina Station.
Asteroiden har en diameter på ungefär 8 kilometer och den tillhör asteroidgruppen Euphrosyne.